# DR 701 bis 704
Die Triebwagen DR 701 bis 704 waren eine Triebwagenbaureihe der ersten Generation, die als sogenannte schwere Ausführung für die Deutsche Reichsbahn gebaut wurden.

## Geschichte
Nach der Eisenbahntechnischen Ausstellung in Seddin 1924 in Seddin, auf der der Triebwagen 851 der Motorenwerke Maybach – einziges Fahrzeug mit Dieselmotor – ausgestellt wurde, setzte die Deutsche Reichsbahn (DR) verstärkt auf die Beschaffung und den Einsatz von Triebwagen mit Verbrennungsmotor und Diesel- oder Benzol-mechanischem Antrieb. Daher wurden vier Wagen der schweren Bauart mit rund 20 t Eigenmasse und zwei der leichten Bauart mit rund 13,5 t beschafft. Die Triebwagen der schweren Bauart wurden in Nietbauweise hergestellt, die der leichten Bauart in Schweißbauweise.
Die Triebwagen 701–704 wurden 1926 an die DR geliefert. Sie hatten ein Großraumabteil von 50 Personen Fassungsvermögen. Anfangs besaßen sie keine Toilette. Bei einem späteren Umbau wurde der Grundriss in einen Großraum 3. Klasse und ein Einzelabteil 2. Klasse mit einer Toilette geändert. Das Rauchen war in den Triebwagen verboten. 
Die Maschinenanlage war aus handelsüblichen Lastwagen-Bauelementen zusammengesetzt. Lediglich die elektropneumatische Steuerung von Motor und Getriebe war eine Eigenentwicklung der AEG. Der Motor war im Führerstand 1 längs angeordnet. Die elektropneumatische Steuerung erlaubte es, bis zu vier Maschinenanlagen von einem Bedienplatz aus zu steuern. Das mechanische Getriebe WG 70 der NAG war so ähnlich wie das Mylius-Getriebe aufgebaut, der Unterschied bestand in der Bedienung. Beim Mylius-Getriebe wurde der Gang vorgewählt, beim NAG-Getriebe konnte der Schalthebel erst nach Fahrschalterstellung 0 oder 1 bewegt werden. 
Eingesetzt waren die Triebwagen vor allem bei den Bw Frankfurt (Oder), Pyritz und Meseritz.
Zum Kriegsbeginn wurden die Fahrzeuge zunächst stillgelegt. Nach der Umstellung der Antriebsanlage auf Flüssiggas waren sie wieder im Einsatz. Lediglich der VT 702 verblieb nach dem Krieg bei der DR. Die anderen Fahrzeuge sind im Krieg verloren gegangen. Der genannte Triebwagen stand noch 1957 im Bw Dresden-Pieschen und wurde im selben Jahr verschrottet.